# RACER
O Rapid and Cost-Effective Rotorcraft, ou RACER, é um conceito proposto pela Airbus durante o Paris Air Show de 2017 para um helicóptero 50% mais rápido que os helicópteros convencionais. Segundo a Airbus, este helicóptero poderá voar a velocidades acima dos 400 km/h, com 25% menos curtos operacionais de com um consumo de combustível 15% inferior ao dos helicópteros convencionais. Planeia-se que o voo inaugural desta aeronave ocorra em 2020.
Este conceito, uma continuação do Eurocopter X3, propõe um helicóptero com dois rotores laterais, com as hélices viradas para trás, e construído com materiais compósitos para diminuir o peso da aeronave. Tal aeronave, segundo a Airbus, está direccionada para atingir o mercado que necessite de um helicóptero revolucionário nas áreas de busca e salvamento, transporte urgente de passageiros e materiais e também para o mercado turístico.